# K. Basavanahalli, Piriyapatna
K. Basavanahalli là một làng thuộc tehsil Piriyapatna, huyện Mysore, bang Karnataka, Ấn Độ.